# デロンテ・ウェスト
デロンテ・ウェスト（Delonte West, 1983年7月26日 - ）はアメリカ合衆国のバスケットボール選手。身長191cm、体重82kg。ポジションはガード。

## 経歴
2004年のNBAドラフトで、ボストン・セルティックスから全体の24位指名を受けNBA入りした。
ルーキーシーズンは怪我のため39試合しか出場できず、1試合あたり4.5得点、1.7リバウンド、1.6アシストに終わった。2年目の05-06シーズン、ヘッドコーチのドック・リバースに先発ポイントガードに指名された。1試合あたり11.8得点、4.1リバウンド、4.6アシストを記録するなどユーティリティ･プレイヤーとして活躍。評価を急上昇させた。2006年2月12日のオールスターウィークエンドでは、ルーキーチャレンジに偶然にも大学時代のチームメート、ジャミーア・ネルソンが負傷したため、2年生チームの一員として加わった。
3年目の2006-07シーズンはセルティックスがガード陣を補強したこともあり、ウェストはベンチからの出場を強いられているものの、それでもしっかりと役割を果たし、不振にあえぐチームの中で奮闘した。シーズン終了後の2007年6月28日、NBAドラフト当日のトレードにより、レイ・アレンらとの交換でウォーリー・ザービアックと共にスーパーソニックスへ移籍し、さらに07-08シーズン中には11選手が絡む大型トレードに組み込まれ、クリーブランド・キャバリアーズへと移籍した。
2009-10シーズンのオフにミネソタ・ティンバーウルブズへトレードされたが、8月3日にFAとなった。また、銃の不法所持などで有罪となったことを受け、8月21日にNBAから10試合の出場停止処分を受けた。

## プレイスタイル
ポイントガードとシューティングガードを兼任している。2年目には平均4リバウンド、1.2スティールを記録するなどタフなディフェンスをする選手として知られる他、オフェンス面においても3Pシュートやアシストも平均以上の実力を併せ持つ。このことからユーティリティ・プレイヤー（万能な選手）として評価されている。